# Kandy
Kandy (tiếng Sinhala: මහ නුවර Maha Nuvara, phát âm [mahaˈnuʋərə]; tiếng Tamil: கண்டி ' ', phát âm [ˈkaɳɖi]), là một thành phố lớn của Sri Lanka, thuộc tỉnh Miền Trung (Central Province) Sri Lanka. Đây là đô thị lớn thứ hai của đất nước Nam Á này, chỉ sau cố đô Colombo. Nơi đây từng là kinh đô của các vương triều cổ đại trong lịch sử Sri Lanka. Thành phố nằm giữa các quả đồi trên cao nguyên Kandy, với những đồn điền các cây trồng nhiệt đới, chủ yếu là cây trà (chè).
Kandy được đánh giá là một trong những thành phố có phong cảnh ấn tượng nhất xứ sở Tích Lan tươi đẹp, đóng vị thế là một đô thị hành chính và là thành phố của tôn giáo. Đây cũng là thủ phủ của tỉnh Miền Trung Sri Lanka, nơi có ngôi đền Sri Dalada Maligawa nổi tiếng, là nơi linh thiêng và đáng kính của cộng đồng Phật giáo Sri Lanka và thế giới. Nó đã được Tổ chức UNESCO công nhận là di sản thế giới vào năm 1988.

## Liên kết
- Kandy - The Hill Capital
- Bahirawa Kanda Kandy: The Legend of a Dreaded Demon
- Kandy city website Lưu trữ ngày 19 tháng 8 năm 2019 tại Wayback Machine
- Official UNESCO website entry
- MSN Map[liên kết hỏng]
- Kandy News Paper
- Elephant on street in Kandy